# Bamazomus songi
Espèce
Bamazomus songi est une espèce de schizomides de la famille des Hubbardiidae.

## Distribution
Cette espèce est endémique du Guangdong en Chine. Elle se rencontre dans le xian de Raoping.

## Description
Le mâle holotype mesure 5,41 mm et la femelle paratype 5,51 mm.

## Systématique et taxinomie
Cette espèce a été décrite par Zheng, Gong et Zhang en 2024.

## Étymologie
Cette espèce est nommée en l'honneur de Da-xiang Song. 

## Publication originale
- (en) Zheng, Gong et Zhang, « Two new species of Bamazomus Harvey, 1992 from southern China (Schizomida, Hubbardiidae) », ZooKeys, vol. 1204,‎ 2024, p. 337-353 (lire en ligne)